# Anto Carte
Pour les articles homonymes, voir Carte.
Antoine Carte, dit Anto Carte, né le 8 décembre 1886 à Mons, et mort le 13 février 1954 à Ixelles, est un artiste peintre, lithographe et illustrateur belge.

## Biographie

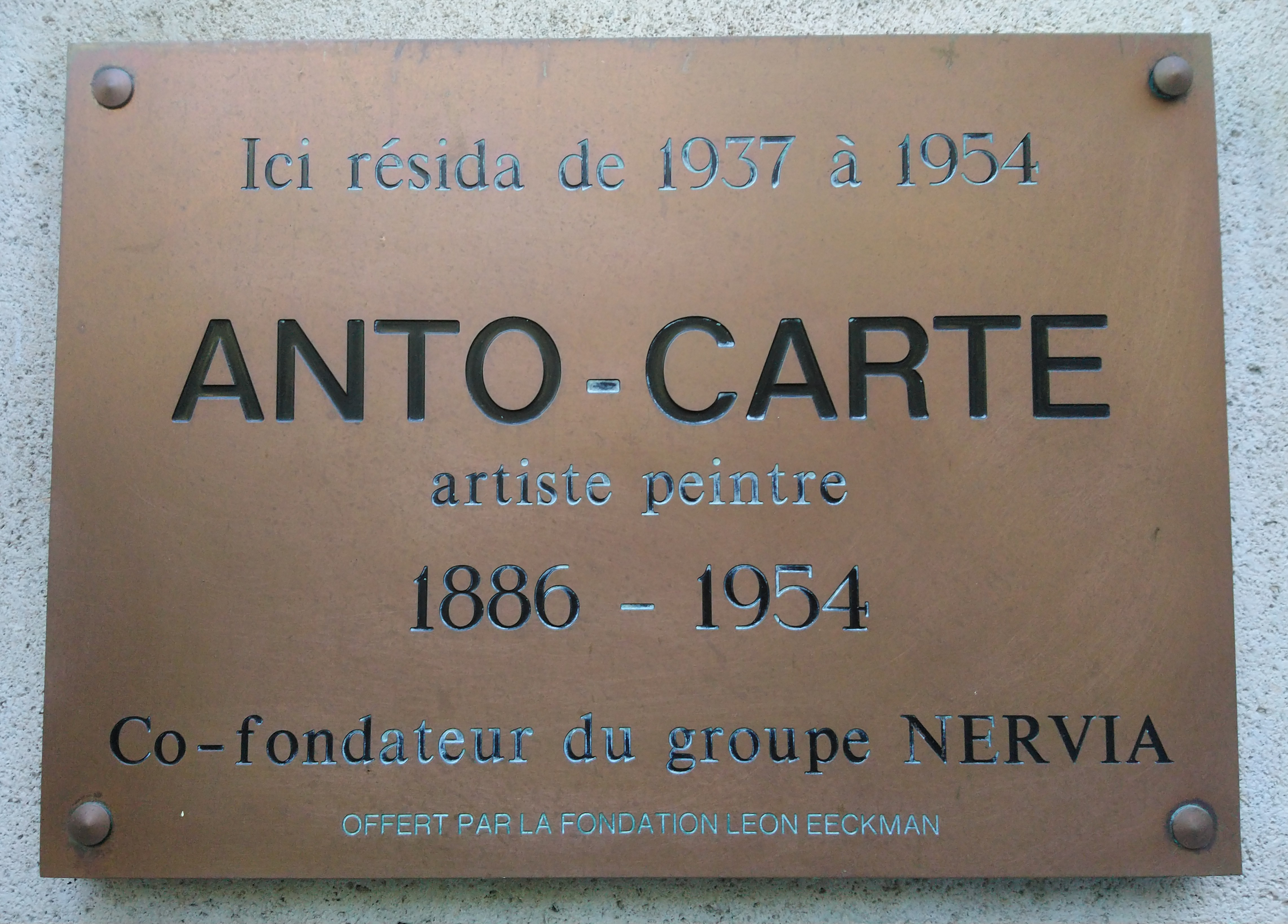
Plaque commémorative à Ixelles, au 46, rue de l'Ermitage.

Antoine Carte, né le 8 décembre 1886 à Mons est le fils d'un menuisier et fabricant de meubles. En 1913, il épouse Louisa Dujardin à Mons, dont il divorcera une dizaine d'années plus tard. Il épouse en secondes noces Julia (Youl) Frans.
Anto Carte entre en 1900 dans l'atelier du peintre, décorateur et entrepreneur Frans Depooter. De 1897 à 1908, il fréquente l'Académie royale des Beaux-Arts de Mons puis de Bruxelles où il suit les cours de Constant Montald, Émile Fabry et Jean Delville, trois importants peintres symbolistes qui exercent sur lui une profonde influence.
En 1912 et 1913, une bourse lui permet de se rendre à Paris où il séjourne chez Cavaillé-Coll et Léon Bakst qui travaillent pour les Ballets russes de Serge de Diaghilev. À Paris, il rencontre également Émile Verhaeren et découvre l'œuvre de Pierre Puvis de Chavannes et de Maurice Denis. 
En 1917, son ami le peintre Louis Buisseret expose les dessins d'Anto Carte réalisés pour illustrer des poèmes d'Émile Verhaeren.
En 1920, il reçoit le Prix du Hainaut récompensant des artistes de la province ayant produit dans tous les domaines de l’art « une œuvre digne d’intérêt »
Anto Carte est membre fondateur de L'Art monumental, créé à l'initiative de Jean Delville, en décembre 1920. La société regroupe des peintres, architectes et sculpteurs.
En 1923, à l'occasion de l'exposition parisienne Les Imagiers belges qui réunit Gustave Van de Woestijne, Valerius De Saedeleer, Isidore Opsomer et Marcel Wolfers, il entre en contact avec le Carnegie Institute de Pittsburgh aux États-Unis où a lieu, en 1925, une grande rétrospective qui lui assure un succès durable auprès du public américain.  
De 1929 à 1932, il enseigne à l'Institut supérieur des arts décoratifs de La Cambre à Bruxelles puis à partir de 1932 à l'Académie royale des beaux-arts de Bruxelles. Il quitte la région montoise pour s'installer à Wauthier-Braine, en Brabant wallon. Il a notamment pour élève Fernand Gommaerts. 
En 1928, il fonde avec ses amis le groupe Nervia, équivalent wallon de l'expressionnisme flamand.
Il réalise aussi dessins, gravures, illustrations de livres ; il crée des affiches, des lithographies, des billets de banque, des timbres, et conçoit des fresques, des vitraux ainsi que des tapis.
Il était membre de l'Académie royale de Belgique.
À la suite de son décès le 13 février 1954 à Ixelles, ses funérailles sont célébrées à l'église Sainte-Croix d'Ixelles et il est inhumé dans le cimetière de cette localité.

## Style artistique

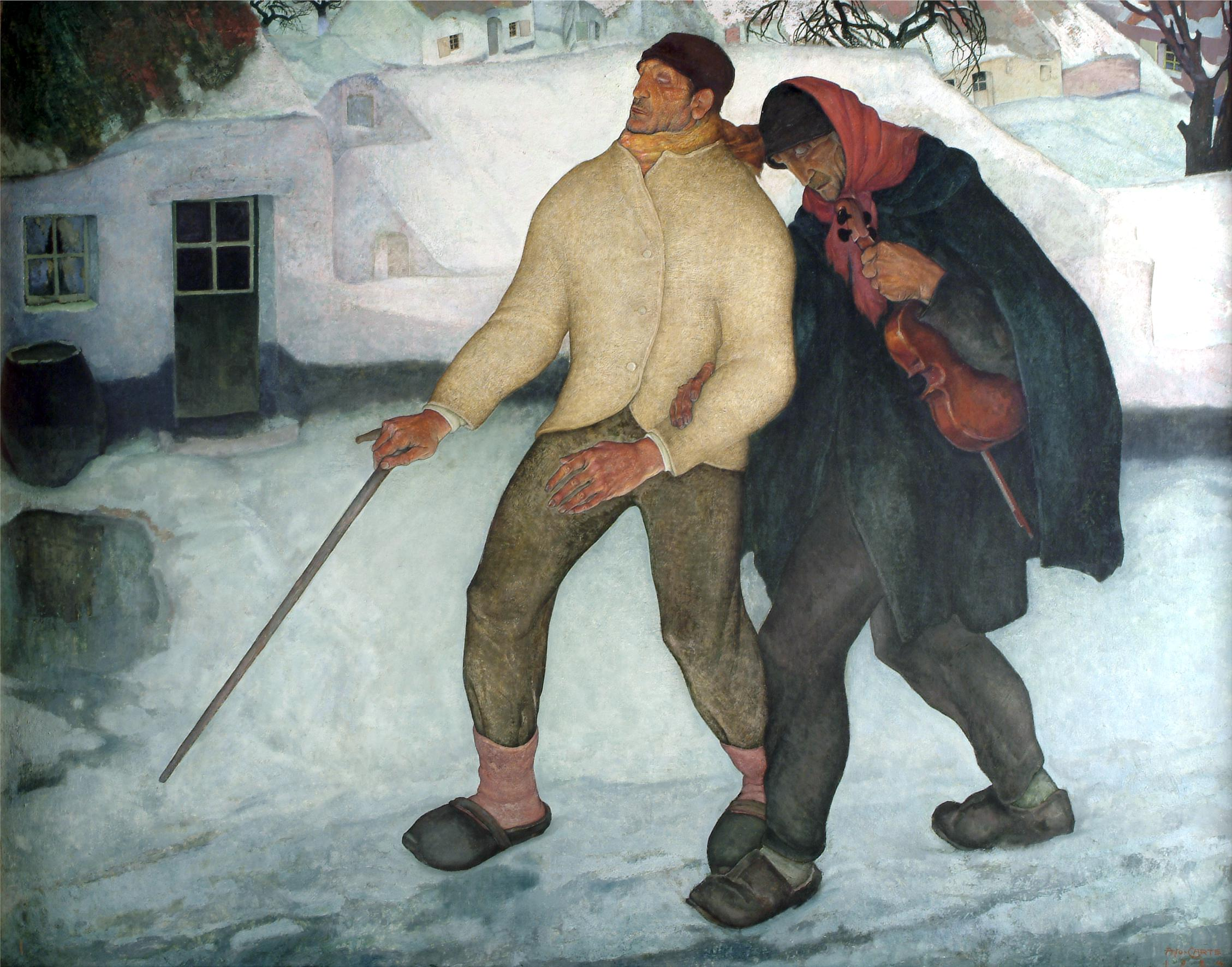
Les deux aveugles, 1924, La Boverie (Liège)

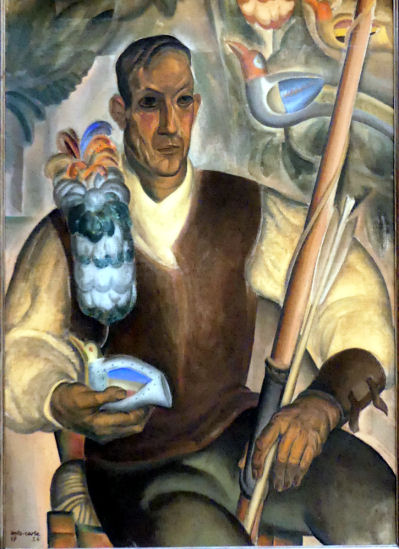
Peinture d'Anto Carte.

Anto Carte n'appartient à aucune école. Il reste imperméable aux nouveaux courants artistiques de son époque, tels le cubisme ou le surréalisme. De même, les deux guerres mondiales ne laissent pas de trace dans sa production peinte. Son œuvre se situe à la lisière du symbolisme et d'un expressionnisme parfois proche de Käthe Kollwitz, et du naturalisme en s'inspirant de la vie des mineurs, des paysans, des pêcheurs. La parenté avec le flamand Gustave Van de Woestijne est évidente.
La figure humaine est centrale dans l'œuvre d'Anto Carte. Au début de sa carrière, influencé par le symbolisme, il représente des personnages mythologiques et imaginaires. Ensuite, son œuvre peint manifeste certains thèmes de prédilection, comme les personnages « à la Brueghel » que sont les aveugles et les musiciens. Le monde du travail l'inspire beaucoup, en particulier celui des charbonnages de son Borinage natal, et celui des paysans. Profondément croyant, il peint de nombreux sujets religieux. Après son voyage à Florence en 1925 apparaissent des thèmes plus festifs, comme des saltimbanques et des arlequins.
Les critiques considèrent que sa période la plus créative se situe avant le voyage à Florence et l'installation en Brabant wallon.

## Vitraux
Carte enseigne l'art du vitrail à l'Académie des beaux-arts de Bruxelles à partir de 1932. Ses réalisations les plus remarquables datent de l'entre-deux-guerres. Deux de ses œuvres sont visibles à Mons : Morts pour la patrie installé en 1927 à la faculté Warocqué et rendant hommage aux étudiants de la faculté décédés durant la Première Guerre mondiale, et le vitrail du charbonnage d'Hensies-Pommerœul. Après la démolition du bâtiment en 1979, le vitrail fut restauré puis installé dans le bâtiment du boulevard Dolez de la Faculté polytechnique de Mons en 1982.

## Œuvres dans les collections publiques
- En Belgique
  - Liège, musée des beaux-arts :
    - L'Effort, 1922, huile sur toile, 89 × 71 cm ;
    - Les aveugles, 1924, 125 × 156 cm ;
    - Les pèlerins d'Emmaüs, 86 × 95 cm ;

  - Mons, Beaux-Arts Mons : Piéta, 1918, huile sur toile, 94 × 112,5 cm ;
  - Arlon, Musée Gaspar (collection de l'Institut archéologique du Luxembourg) : Le passeur, lithographie[7].
  - Marche-en-Famenne, Famenne & Art Museum : L'orgue de barbarie, lithographie[8].
- En France
  - Paris, musée national d'art moderne : Printemps en Brabant, avant 1934 ;
- Aux Pays-Bas
  - Aerdenhout, église Saint-Antoine : Chemin de croix, avant 1930, quatorze stations ;
- Localisation inconnue
  - Le Marchand de coqs[9].
  - Clowns, ancienne collection de la reine Élisabeth au château du Stuyvenberg à Laeken[10]

## Exposition
- 2022 : De terre et de ciel, Musée des Beaux-Arts de Mons[11]
- 2023 : "L’effort", Liège, Musée des Beaux-Arts (BA.WAL.05a.1984.388).

## Distinctions belges
- Commandeur de l'ordre de Léopold II.
- Officier de l'ordre de Léopold.
- Officier de l'ordre de la Couronne en 1930.